# Haussknechtia elymaitica
Haussknechtia es un género monotípico de plantas herbáceas perteneciente a la familia de las apiáceas.  Su única especie Haussknechtia elymaitica, se encuentra en Irán.

## Descripción
Es una hierba perennifolia de la que se obtiene una aceite esencial con doce componenetes, de los que el principal es el trans-asarone.

## Taxonomía
Haussknechtia elymaitica fue descrita por  Pierre Edmond Boissier y publicado en Flora Orientalis 2: 960. 1872.
Etimología
Haussknechtia: nombre genérico otorgado en honor de Heinrich Carl Haussknecht, botánico alemán del siglo XIX, que es el primero que recogió esta especie en Persia.
Sinonimia
- Dorema elymaitica (Boiss.) Koso-Pol.[5]